# Guilford, Connecticut
Guilford är en kommun (town) i New Haven County i delstaten Connecticut, USA. Vid folkräkningen år 2000 bodde 21 398 personer på orten. Den har enligt United States Census Bureau en area på totalt 128,7 km² varav 6,9 km² är vatten.